# 再見自由式
《再見自由式》（日语： Sayonara kurōru */?）是日本女子偶像團體AKB48的第31張單曲作品，於2013年5月22日由國王唱片發行。此單曲是AKB48於每年夏天慣例推出的泳裝單曲之一，而且延續前一張泳裝單曲《仲夏的Sounds good!》之做法，主打歌的選拔成員數量總計32人，較平常的單曲多出一倍，是此單曲較為特殊之處。另外，本單曲的總銷售量在2013年6月1日時正式超越先前由SPEED《White Love》保持的紀錄，成为日本女性音樂團體單曲銷量冠軍。

## 簡介
廣告標語是「你會游自由式嗎？讓我游到你身邊吧！」。
分為一般流通Type-A・Type-K・Type-B以及劇場盤4種發售。
全部四個版本均在AKB48第32張單曲選拔總選舉期間附送限定的投票序號卡。
主打A面曲在2013年4月28日日本武道館舉行的「AKB48團臨時總會～黑白分明！～」中午公演的安可初次披露，並於2013年4月30日播放的火曜曲！中首次在電視上表演。
音樂影片的監督以及封面的攝影都是由曾經為她們製作无限重播PV的蜷川實花負責，並於沖繩縣取景。本次亦是自「GIVE ME FIVE!」以来首次收錄影片製作過程。

## 销售情况
由於此單曲的唱片包裝內附有第五屆總選舉的投票序號卡，因此上市前就已預期會有歌迷為獲得多次投票機會而超量購買、進而帶動平均銷售量的情況。而單曲上市後首日的銷售量亦創下紀錄，以145萬張的數字刷新了她們之前《仲夏的Sounds good!》的117萬張記錄。週榜方面也同樣突破《仲夏的Sounds good!》的紀錄，以176萬的數字成為Oricon公信榜統計單週最高銷量單曲。这也是自《仲夏的Sounds good!》之后又一张、总计第五张在发行首日销量突破百万的单曲。
單曲在2013年6月1日銷量突破185.7萬張，打破了1997年SPEED《White Love》保持了16年的184.5萬張銷量紀錄，成為日本女性音樂團體銷量最高的單曲。在日本唱片協會於6月15日公開的認證結果中，確認本單曲累計銷售量正式突破200萬張，除了是日本2013年度的第一張雙百萬單曲唱片外，《再見自由式》也以上市後三週就達成兩百萬唱片的速度，與1999年發行的《丸子三兄弟》（だんご3兄弟）並列日本史上最快達成雙百萬唱片認證的作品。
此曲同時是日本史上銷量第26高的單曲，也是目前日本21世紀銷量第2高的單曲。

## 選抜成員
團隊所屬情況均截止至發售時

### 再見自由式
（中心：大島優子、渡邊麻友、板野友美、島崎遙香）
- Team A：入山杏奈、川榮李奈、菊地彩香、篠田麻里子、高橋南、横山由依、渡邊麻友
- Team K：阿部玛利亚、板野友美、大島優子、北原里英、永尾玛利亚
- Team B：柏木由紀、加藤玲奈、小嶋陽菜、島崎遥香、藤江丽奈
- SKE48 Team S / AKB48 Team K：松井珠理奈
- SKE48 Team S：木崎由里亚、松井玲奈
- SKE48 Team E：木本花音
- NMB48 Team N / AKB48 Team B：渡邊美優紀
- NMB48 Team M / AKB48 Team A：矢倉楓子
- NMB48 Team N：山本彩
- NMB48 Team M：山田菜菜
- HKT48 Team H / AKB48 Team A：兒玉遥
- HKT48 Team H：指原莉乃、宮脇咲良
- HKT48 研究生：田島芽瑠、朝長美櫻
- JKT48 Team J / AKB48 Team B：高城亞樹
- SNH48 / AKB48 Team K：宮澤佐江
与前几作16人选拔相比，本作选拔人数增至32人，永尾、山田菜、矢倉[註 6]、田島、朝長[註 7]是初次进入选拔。阿部、木本是继《永远的压力》以来5个月后，宮脇是继《UZA》以来7个月后。宮澤是继《格子花纹》以来9个月后。入山、川荣、加藤玲、木崎、兒玉、高城是继《仲夏的Sounds good!》以来1年后。藤江是继《崇尚麻里子》以来1年5个月后。菊地是继《Everyday、髮箍》以来2年后重新进入选拔。上一张单曲进入选拔的峯岸南这次没有进入选拔。而在音乐节目上登场时，相比32人的版本，16人版本的表演更加常见。

### 玫瑰的果實
「Under Girls」名義
（中心：小嶋菜月）
- Team A：岩田華、大島涼花、佐佐木優佳里、高橋朱里、田野優花
- Team K：武藤十夢
- Team B：小嶋菜月
- 研究生：岡田奈奈、小嶋真子
- SKE48 Team E / AKB48 Team K：古畑奈和
- SKE48 Team KII：向田茉夏
- NMB48 Team N：吉田朱里
- NMB48 Team M：與儀凱拉
- HKT48 Team H：松岡菜摘、森保圆
- HKT48 研究生：谷真理佳
由于标题曲选拔人数增加的原因、继上张单曲继续进入“Under Girls”名单的只有大島涼、高橋朱、古畑三人。小嶋菜、岡田奈、小嶋真、佐佐木優、吉田、與儀、松岡菜、森保、谷是首次被选为“Under Girls”。其中的吉田、與儀、松岡菜、森保除了以“Waiting Girls”名义参与合唱《那一天的风铃》之外，这次是真正参加AKB48的单曲录制。谷则是首次参加AKB48的单曲。岩田、田野、武藤、向田是继《下一个Season》以来再次被选为“Under Girls”。上张单曲中“Under Girls”名义的島田晴香、大場美奈、菅奈奈子、須田亚香里、薮下柊、多田愛佳没有进入这次的名单。

### 活下去
「Team A」名義
（中心：渡邊麻友）
- Team A：伊豆田莉奈、入山杏奈、岩田華怜、大島涼花、川榮李奈、菊地彩香、小林茉里奈、佐藤堇、篠田麻里子、高橋朱里、高橋南、田野優花、中塚智实、仲俣汐里、松井咲子、森川彩香、横山由依、渡邊麻友
- NMB48 Team N：小谷里步

### How come?
「Team K」名義
（中心：大島優子）
- Team K：秋元才加、阿部玛利亚、板野友美、内田真由美、大島優子、北原里英、倉持明日香、小林香菜、佐藤亜美菜、島田晴香、铃木紫帆里、近野莉菜、永尾玛利亚、中田千智、藤田奈那、前田亜美、松原夏海、宮崎美穂、武藤十夢
- SKE48 Team S / AKB48 Team K：松井珠理奈

### 浪漫手枪
「Team B」名義
（中心：柏木由紀）
- Team B：石田晴香、岩佐美咲、梅田彩佳、大家志津香、柏木由紀、片山陽加、加藤玲奈、小嶋菜月、小嶋陽菜、小森美果、島崎遥香、竹内美宥、田名部生来、中村麻里子、名取稚菜、野中美乡、藤江丽奈、山内鈴蘭
- AKB48 Team B/ SKE48：大場美奈
- AKB48 Team B / NMB48 Team N：市川美織、渡辺美優紀
- SKE48 Team KII：石田安奈

### Haste和Waste
收錄於Type-B版本中的《Haste和Waste》（ハステとワステ）一曲是由AKB48集團與富士電視台电视节目《帅呆了！》（めちゃ×2イケてるッ!）共同企畫、於2013年5月18日播出的特集節目“国立茶水女子大学附属第48高等学校期末考试”中選出的7位成員一同演唱。在該節目中14位來自AKB48各姊妹團體的成員與以模仿前田敦子而知名的搞笑藝人金太郎一同參與了約高中程度的考試，並由其中7位被戲稱為「笨蛋7」、成績後半的成員組成一個名為「BKA48」（笨蛋48）的臨時小分隊負責演唱此曲。BKA48的center是在測驗中成績敬陪末座的川荣李奈擔任，而曲名的典故則是出自川荣在英文科目的測驗中將英文成語「Haste makes waste」（欲速则不达）中的Haste與Waste兩字誤會是人名，而離譜地誤譯為「Haste和Waste是好朋友」。除此之外，此曲的歌詞也是用川榮在測驗中回答的許多離譜答案所串成。另外，電視節目的製作單位還替川榮製作了兩個命名為Haste與Waste的真人尺寸傀儡，除了在這首歌曲的MV中登場共舞外，也成為川榮在第4屆猜拳大會中登台時及在第5屆總選舉參選政見發表時的出場道具。
參與此曲演唱的成員名單詳列如下，其中，括號內標示的是各成員在上述期末測驗中獲得的成績排名，而各成員在舞蹈隊形中的站位是根據其倒數名次決定，由川榮李奈擔任center，高橋南與小嶋陽菜站在第二與第三站位，依此類推：
- Team A：川荣李奈（第15名）、高橋南（第14名）
- Team B：柏木由紀（第9名）、小嶋陽菜（第13名）、島崎遥香（第12名）
- 研究生：峯岸南（第11名）
- HKT48 Team H：指原莉乃（第10名）

### LOVE修行
「研究生」名義
（中心：西野未姫）
- Team A：佐佐木優佳里
- Team K：平田梨奈
- Team B：大森美優
- 研究生：相笠萌、岩立沙穂、内山奈月、梅田綾乃、岡田彩花、岡田奈奈、北澤早紀、小嶋真子、篠崎彩奈、髙島祐利奈、西野未姫、橋本耀、前田美月、峯岸南、村山彩希、茂木忍
單曲發行前的2013年4月28日，佐佐木優佳里、平田梨奈以及大森美優均升格為正規成員。

## 收錄曲目

### Type-A
封面写真（初回限定盤）：大島優子、渡邊麻友
封面写真（通常盤）：渡邊麻友、島崎遙香、大島優子、板野友美
封底写真：川榮李奈、永尾玛利亚、木崎由里亞、田島芽瑠、朝長美櫻、高城亞樹
CD
1. 《再见自由式》（さよならクロール）
（作詞：秋元康，作曲：渡邊和纪（日语：渡辺和紀），編曲：武藤星兒）
  - 江崎固力果 PaPiCO（日语：パピコ） 「相性診断PaPiCO」篇、「把PaPiCO分成两半」篇 CM歌曲[註 10]
2. 《玫瑰的果實》（バラの果実）- Under Girls
（作詞：秋元康，作曲：和泉一弥（日语：和泉一弥），編曲：佐佐木裕）
MV的导演是KRK PRODUCE的中村太洸。
3. 《活下去》（イキルコト）- Team A
（作詞：秋元康，作曲：石井亮輔，編曲：野中MASA雄一（日语：野中“まさ”雄一））
MV的导演是丸山健志。
4. 《再见自由式》（off vocal ver.）
5. 《玫瑰的果實》（off vocal ver.）
6. 《活下去》（off vocal ver.）

DVD
1. 《再见自由式》Music Video
2. 《再见自由式》Music Video ～水着ver.～
  - 穿着泳装拍摄的另一版本。
3. 《玫瑰的果實》Music Video
4. 《活下去》Music Video
5. Making of 《再见自由式》Music Video（前編）
6. 特典映像 Type A「鐵拳（日语：鉄拳 (お笑い芸人)）パラパラ漫画 ～So long!～」

### Type-K
封面写真（初回限定盤）：板野友美、島崎遥香
封面写真（通常盤）：横山由依、篠田麻里子、松井玲奈、小嶋陽菜、渡辺美優紀
封底写真：阿部玛利亚、加藤玲奈、矢倉楓子、木本花音、宮脇咲良、宮澤佐江
CD
1. 《再见自由式》
2. 《玫瑰的果實》
3. 《How come?》 - Team K
（作詞：秋元康，作曲、編曲：Bagubea（バグベア））
MV的导演是S14的清水康彦（日语：清水康彦）。
4. 《再见自由式》（off vocal ver.）
5. 《玫瑰的果實》（off vocal ver.）
6. 《How come?》（off vocal ver.）

DVD
1. 《再见自由式》Music Video
2. 《再见自由式》Music Video ～水着ver.～
3. 《玫瑰的果實》Music Video
4. 《How come?》Music Video
5. Making of 《再见自由式》Music Video（後編）
6. 特典映像 Type-K「鉄拳パラパラ漫画 ～夢之河～」

### Type-B
封面写真（初回限定盤）：高橋南、横山由依、柏木由紀、篠田麻里子、小嶋陽菜、松井珠理奈、松井玲奈
封面写真（通常盤）：柏木由紀、高橋南、松井珠理奈、山本彩、指原莉乃
封底写真：藤江丽奈、入山杏奈、菊地彩香、山田菜菜、北原里英、兒玉遥
CD
1. 《再见自由式》
2. 《玫瑰的果實》
3. 《浪漫手枪》（ロマンス拳銃）- Team B
（作詞：秋元康，作曲、編曲：藤末樹（日语：藤末樹））
MV的导演是福居英晃（日语：福居英晃）。
4. 《Haste和Waste》（ハステとワステ）- BKA48
（作詞：秋元康，作曲：福田貴訓，編曲：原田Nao（原田ナオ））
MV的导演是竹石渉。
5. 《再见自由式》（off vocal ver.）
6. 《玫瑰的果實》（off vocal ver.）
7. 《浪漫手枪》（off vocal ver.）
8. 《Haste和Waste》（off vocal ver.）

DVD
1. 《再见自由式》Music Video
2. 《再见自由式》Music Video ～水着ver.～
3. 《玫瑰的果實》Music Video
4. 《浪漫手枪》Music Video
5. 《Haste和Waste》Music Video
  - 川荣和“Haste”与“Waste”的人形玩偶一起舞蹈、峯岸的头上则有着假发。[15]
6. 特典映像 Type-B「鉄拳パラパラ漫画 ～第一隻兔子～」

### 劇場盤
封面写真（表）：「再見自由式」選抜成員32名
CD
1. 《再见自由式》
2. 《玫瑰的果實》
3. 《LOVE修行》（LOVE修行）- 研究生
（作詞：秋元康，作曲：石井亮輔，編曲：野中MASA雄一）
4. 《再见自由式》（off vocal ver.）
5. 《玫瑰的果實》（off vocal ver.）
6. 《LOVE修行》（off vocal ver.）

特典（二选一）
- 劇場盤发售記念大握手会参加券+各成员個別生写真1张（总选海报式样）
- 各成员個別生写真2张（总选海报式样）

## 外部連結
- AKB48官方YouTube频道公开播放影片：
  - YouTube上的《再見自由式》MV
  - YouTube上的《玫瑰的果實》預覽MV

- KING RECORDS介紹網頁 （日語）
  - TYPE-A 初回限定盤 （页面存档备份，存于）
  - TYPE-A 通常盤 （页面存档备份，存于）
  - TYPE-K  初回限定盤 （页面存档备份，存于）
  - TYPE-K 通常盤 （页面存档备份，存于）
  - TYPE-B 初回限定盤 （页面存档备份，存于）
  - TYPE-B 通常盤 （页面存档备份，存于）
  - 劇場盤 （页面存档备份，存于）